# Bürogebäude Heerstraße 12–16

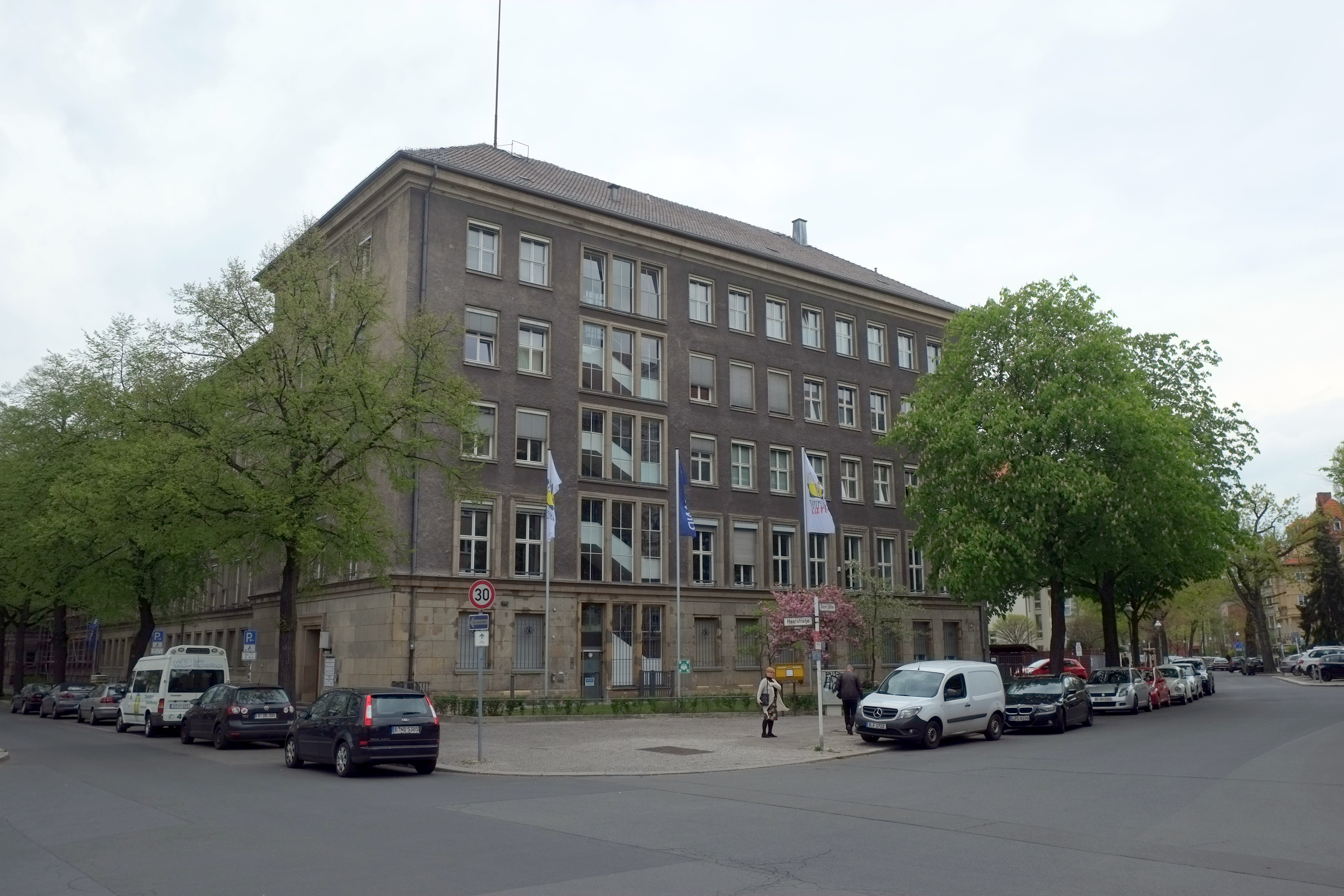
Bürogebäude Heerstraße 12–16

Das Bürogebäude Heerstraße 12–16 an der Heerstraße im Berliner Ortsteil Westend wurde von Paul Emmerich und Paul Baumgarten entworfen und 1938–1941 in zwei Bauabschnitten errichtet. Ein Teil des Gebäudes wurde nach Fertigstellung durch die Philipp Holzmann AG bezogen, der andere durch die Reichsleitung der Reichsjugendführung. Seit dem Ende des Zweiten Weltkriegs wird das Gebäude durch verschiedene Berliner Behörden genutzt. Das gesamte Gebäude steht unter Denkmalschutz.

## Geschichte

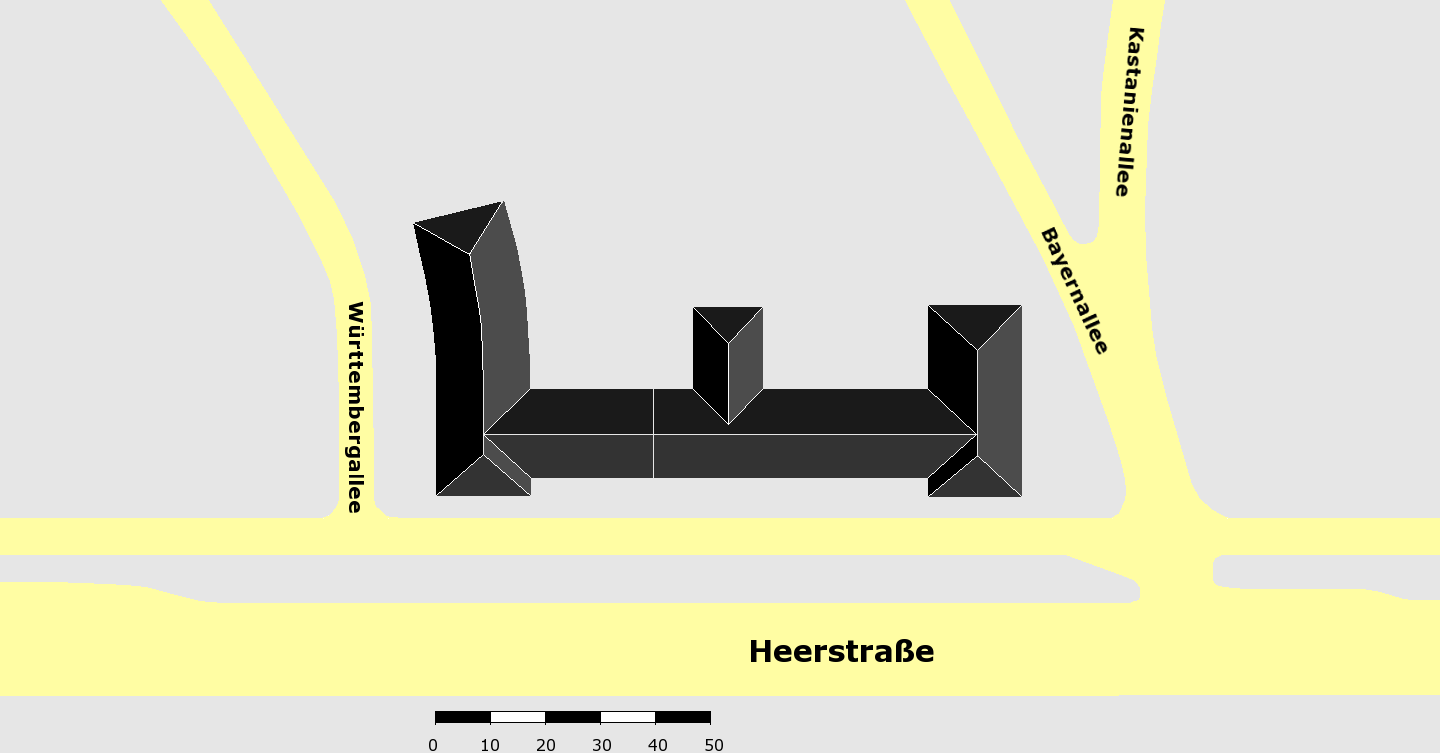
Umgebendes Straßennetz

Der westliche Teil des Gebäudes an der Nordseite des damaligen Kaiserdamms 45/46 (heute: Heerstraße 16) wurde von der Berliner Niederlassung des Baukonzerns Philipp Holzmann AG bezogen, der gleichzeitig Bauherr und Bauausführender war. Die Grundsteinlegung fand am 14. Dezember 1938 statt, der Bau war im November 1939 fertiggestellt. Der westliche Gebäudeteil war vom östlichen Teil nur durch eine Brandmauer getrennt. Der Holzmann-Teil überstand den Krieg relativ unbeschadet.
Der östliche und größere Gebäudeteil (heute: Heerstraße 12–14) wurde für die Reichsjugendführung der Hitlerjugend (HJ) errichtet und im Januar 1941 bezogen. Bei der Einnahme Berlins im April 1945 leisteten Volkssturm-Truppen und minderjährige Hitlerjungen militärischen Widerstand gegen den Vormarsch der Roten Armee entlang der Heerstraße in Richtung Reichskanzlei. Reichsjugendführer Arthur Axmann leitete Teile der HJ-Einheiten vom Sitz der Reichsleitung aus. Von dort wurde er mehrmals zum Rapport in den Führerbunker bestellt. Der Flügel zur Bayernallee wurde großteils zerstört und 1958 wieder auf- und umgebaut.
Zu Mauerzeiten war in den 1970er und 1980er Jahren im Gebäude die Berliner Entlausungsstelle untergebracht. Hier wurden Kleidungsstücke mit einem übelriechenden Desinfektionsmittel behandelt. Dann wurde ein Zettel, der alle aufgeführten Bekleidungsstücke beinhaltete, hier abgestempelt. Anschließend wurden die Kleidungsstücke erneut gewaschen und konnten beispielsweise nach Ost-Berlin oder in die DDR versendet werden. Das Paket musste in jedem Fall den abgestempelten Zettel der Entlausungsstelle beinhalten. 
Im ehemaligen Teil der Reichsjugendführung, dem Gebäudeteil Heerstraße 12–14, befindet sich heute das Bürgeramt Heerstraße 12/14 des Bezirksamtes Charlottenburg-Wilmersdorf.
Mitte August 2016[veraltet] wurde in dem Gebäudeteil Heerstraße 16 eine Gemeinschaftsunterkunft für etwa 450 Asylbewerber eröffnet. Das Bürgeramt bleibt bestehen.